# Deiphobe mesomelas
Deiphobe mesomelas es una especie de mantis de la familia Mantidae.

## Distribución geográfica
Se encuentra en Bombay (India).